# Souleymane Cissé
Souleymane Cissé, född 21 april 1940 i Bamako, död 19 februari 2025 i Bamako, var en malisk filmregissör och manusförfattare.
Souleymane Cissé studerade i Dakar och fick sedan stipendium för att studera på Allryska statliga kinematografiska institutet i Moskva. Han återvände sedan till Mali där han blev kameraman och reporter för informationsministeriets filmavdelning. 1975 gjorde Cissé sin långfilmsdebut med Den muso, som var den första maliska långfilmen på bambara. Filmen handlar om en stum flicka som blir våldtagen och förskjuts av sin familj. Den blev vid den tiden förbjuden i Mali och Cissé spenderade en vecka i fängelse.
Cissé fortsatte att regissera film och 1977 kom Bäraren (Baara) och 1982 Finyé. Båda filmerna vann Guldhingsten på FESPACO. 1987 blev han den förste afrikanske filmskaparen att vinna pris vid filmfestivalen i Cannes då Det magiska ljuset (Yeelen) tog hem jurypriset.
Även hans nästa film Waati hade premiär i Cannes 1995. Cissé grundade 1996 Union des créateurs et entrepreneurs du cinéma et de l’audiovisuel en Afrique de l’Ouest (UCECAO) för att främja den afrikanska filmen.
2009 släpptes Min Yè, en film som utforskar ett överklasspars äktenskapskonflikter. Dokumentären O Sembène tillägnad kollegan och vännen Sembène Ousmane hade premiär 2013. Vid filmfestivalen i Cannes 2015 visades hans film O Ka i en specialvisning. Filmen handlar om ett bråk om ett hus där huset blir en symbol för regissörens familjehistoria och även Malis historia. 2023 belönades han med Golden Coach 2023 vid filmfestivalen i Cannes..

## Filmografi
- 1975 – Den muso
- 1977 – Bäraren
- 1982 – Finyé
- 1987 – Det magiska ljuset
- 1995 – Waati
- 2009 – Min Yè
- 2013 – O Sembene!
- 2015 – O Ka